# Eric Ahlström
Eric August Ahlström, född 26 november 1889 i Stockholm, död 31 augusti 1947 i Högalids församling, Stockholm, var en svensk försäljningschef och idrottsman.
Eric Ahlström var son till ingenjören Anders August Ahlström. Han avlade studentexamen 1910 och studerade 1911–1914 vid Stockholms högskola. Ahlström var 1914–1919 anställd vid Bankaktiebolaget Norra Sverige, 1919–1931 vid Luth & Roséns Elektriska, 1931–1933 vid Iduns tryckeri och blev 1933 försäljningschef vid Sveriges litografiska tryckerier.
Ahlström var en pionjär inom svensk bowling. 1929 blev han förste vice ordförande i Internationella bowlingförbundet och var 1930 en av stiftarna av Svenska Bowlingförbundet där han sedan blev dess förste ordförande. 1928–1935 var han även ordförande i Stockholms bowlingförbund. Ahlström var 1931–1935 stadsfullmäktig i Stockholms stad och från 1933 ledamot av Stockholms stads idrotts- och friluftsstyrelse. Han var även aktiv inom Djurgårdens IF och föreningens sekreterare 1918–1926 och vice ordförande från 1939. Ahlström är begravd på Skogskyrkogården i Stockholm.